# Alesa amesis
Espèce
Alesa amesis est un insecte lépidoptère appartenant à la famille  des Riodinidae et au genre Alesa.

## Dénomination
Alesa amesis a initialement été décrit par Pieter Cramer en 1777 sous le nom de Papilio amesis.

### Noms vernaculaires
En anglais, on l'appelle communément Amesis Metalmark.

## Description

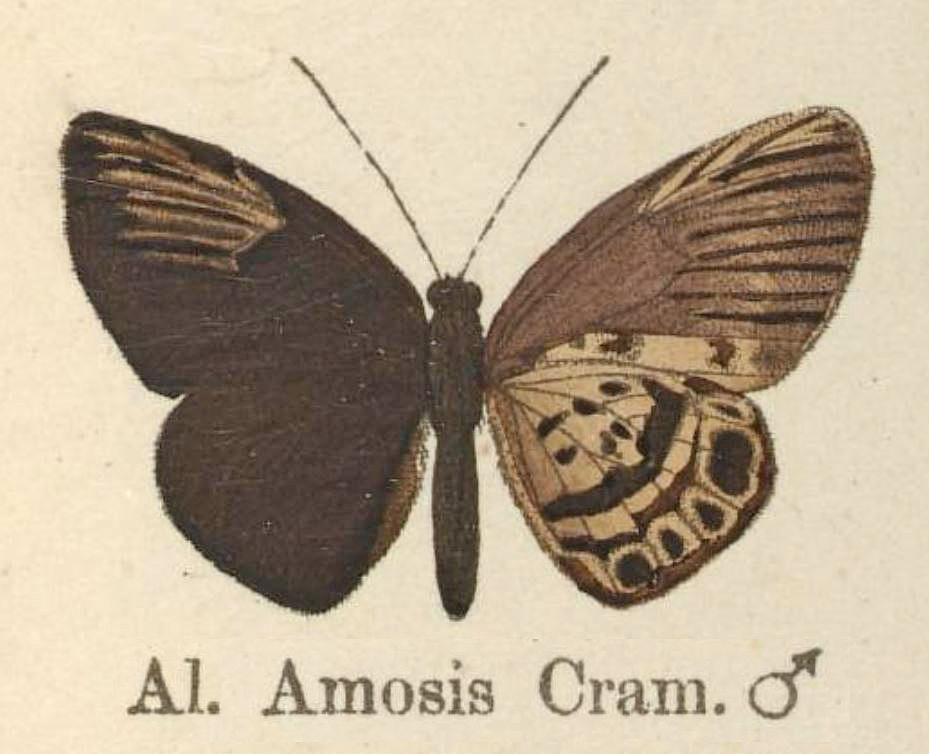
Mâle Alesa amesis; face dorsale à gauche et ventrale à droite

Au stade adulte, Alesa amesis est un papillon de taille moyenne avec une envergure d'environ 38 mm. La face dorsale des ailes du mâle est noire, tandis que la face ventrale est beige à cuivré. Les ailes antérieures présentent des veines et des marques submarginales discrètes. Les ailes postérieures sont ornées de quelques taches sombres dans la partie basale et d'une ligne submarginale d'ocelles noirs cerclés de clair.

## Biologie
Les chenilles d'Alesa amesis  sont soignées par la fourmi arboricole Camponotus femoratus dans son jardin de fourmis.

## Écologie et distribution
Alesa amesis est présent en Guyane, en Guyana, au Surinam, en Équateur, au Venezuela, en Colombie, au Brésil et au Pérou.

### Biotope
Il réside dans la forêt amazonienne.

### Protection
Pas de statut de protection particulier.